# Sankt Konrad
Sankt Konrad è un comune austriaco di 1 113 abitanti nel distretto di Gmunden, in Alta Austria.